# Buthaina bint Taimur
Buthaina bint Taimur, född 1937, är en omansk prinsessa. 
Hon är dotter till sultan Taimur bin Faisal av Oman och japanskan Kiyoko Oyama, halvsyster till sultan Said bin Taimur och faster till sultan Qaboos bin Said och Haitham ibn Tariq.
Hennes far abdikerade till förmån för sin son Said ibn Taimur 1932. Hennes föräldrar möttes i Japan 1935 och gifte sig 1936. Paret levde sedan i Japan, där hon föddes med namnet Setsuko. Hennes mor avled 1939. Året därpå tog hennes far med henne till Oman, där han överlämnade henne till sin andra hustru som därefter blev Buthainas fostermor. 
Buthaina levde nästan hela sitt liv under husarrest i haremet på order av sin halvbror, Said bin Taimur. När hennes bror avsattes av sin son 1970, upphävdes Buthainas husarrest av hennes brorson, den nya sultanen. Hon besökte sin mors grav i Japan 1978. 
Två japanska dokumentärer har gjorts om hennes liv.